# Buřenice
Buřenice (německy Burschenitz) jsou obec v okrese Pelhřimov v Kraji Vysočina. Žije zde 231 obyvatel.

## Historie
První písemná zmínka o vesnici pochází z roku 1292.

## Části obce
- Buřenice
- Babice
- Kyjov
- Radějov

## Pamětihodnosti
- Kostel svatých Šimona a Judy